# Zepherina trinidadensis
Zepherina trinidadensis là một loài bọ cánh cứng trong họ Chrysomelidae. Loài này được Weise miêu tả khoa học năm 1929.